# Galen Rupp
Galen Rupp (Portland, 8 maggio 1986) è un mezzofondista e maratoneta statunitense.

## Biografia
Nel 2012 vinse la medaglia d'argento nei 10000 metri piani ai Giochi olimpici di Londra con il tempo di 27'30"90, tempo ben più alto rispetto al suo primato personale, 26'44"36, ottenuto nel 2014 durante il Prefontaine Classic, che è anche record nord-centroamericano e caraibico. È detentore del record continentale anche nei 3000 metri piani indoor, con 7'30"16, tempo ottenuto nel 2013 durante il DN Galan di Stoccolma.
In data 25 gennaio 2014, in occasione del meeting BU Terrier Invitational di Boston, ha migliorato il record nordamericano indoor sulla distanza delle 2 miglia con il tempo di 8'07″41.
L'8 ottobre 2017 vince la Chicago Marathon con il tempo di 2h09'20", suo record personale.
Erano 15 anni che un americano non si aggiudicava questa maratona, ultimo successo firmato da Khalid Kannouchi, statunitense di origini marocchine; l'ultima vittoria di un americano nato in U.S.A. risaliva addirittura al 1982 quando se la aggiudicò Greg Meyer.

## Record nazionali
Seniores
- 3000 metri piani indoor: 7'30"16 ( Stoccolma, 21 febbraio 2013)
- 10000 metri piani: 26'44"36 ( Eugene, 30 maggio 2014)

## Palmarès
| Anno | Manifestazione    | Sede           | Evento        | Risultato | Prestazione | Note                                     |
| ---- | ----------------- | -------------- | ------------- | --------- | ----------- | ---------------------------------------- |
| 2003 | Mondiali U18      | Sherbrooke     | 3000 m piani  | 7º        | 8'10"42     |                                          |
| 2003 | Panamericani U20  | Bridgetown     | 5000 m piani  | Oro       | 14'20"29    |                                          |
| 2004 | Mondiali U20      | Grosseto       | 5000 m piani  | 9º        | 13'52"85    |                                          |
| 2005 | Mondiali di cross | Saint-Galmier  | Corsa U20     | 20º       | 25'05"      |                                          |
| 2007 | Mondiali          | Osaka          | 10000 m piani | 11º       | 28'41"71    |                                          |
| 2008 | Giochi olimpici   | Pechino        | 10000 m piani | 13º       | 27'36"99    |                                          |
| 2009 | Mondiali          | Berlino        | 10000 m piani | 8º        | 27'37"99    | Miglior prestazione personale stagionale |
| 2010 | Mondiali indoor   | Doha           | 3000 m piani  | 5º        | 7'42"40     |                                          |
| 2011 | Mondiali          | Taegu          | 5000 m piani  | 9º        | 13'28"64    |                                          |
| 2011 | Mondiali          | Taegu          | 10000 m piani | 7º        | 27'26"84    | Miglior prestazione personale stagionale |
| 2012 | Mondiali indoor   | Istanbul       | 1500 m piani  | Batteria  | 3'43"39     |                                          |
| 2012 | Giochi olimpici   | Londra         | 5000 m piani  | 7º        | 13'45"04    |                                          |
| 2012 | Giochi olimpici   | Londra         | 10000 m piani | Argento   | 27'30"90    |                                          |
| 2013 | Mondiali          | Mosca          | 5000 m piani  | 8º        | 13'29"87    |                                          |
| 2013 | Mondiali          | Mosca          | 10000 m piani | 4º        | 27'24"39    | Miglior prestazione personale stagionale |
| 2014 | Mondiali indoor   | Sopot          | 3000 m piani  | 4º        | 7'55"84     |                                          |
| 2015 | Mondiali          | Pechino        | 5000 m piani  | 5º        | 13'53"90    |                                          |
| 2015 | Mondiali          | Pechino        | 10000 m piani | 5º        | 27'08"91    | Miglior prestazione personale stagionale |
| 2016 | Giochi olimpici   | Rio de Janeiro | 10000 m piani | 5º        | 27'08"92    |                                          |
| 2016 | Giochi olimpici   | Rio de Janeiro | Maratona      | Bronzo    | 2h10'05"    | Miglior prestazione personale            |
| 2021 | Giochi olimpici   | Tokyo          | Maratona      | 8º        | 2h11'41"    | Miglior prestazione personale stagionale |
| 2022 | Mondiali          | Eugene         | Maratona      | 19º       | 2h09'36"    | Miglior prestazione personale stagionale |

## Campionati nazionali
2007
- Argento ai campionati statunitensi, 10000 m piani - 28'23"31

2009
- Oro ai campionati statunitensi, 10000 m piani - 27'52"53

2010
- Oro ai campionati statunitensi, 10000 m piani - 28'59"29
- Argento ai campionati statunitensi indoor, 3000 m piani - 8'13"49

2011
- Bronzo ai campionati statunitensi, 5000 m piani - 13'25"52
- Oro ai campionati statunitensi, 10000 m piani - 28'38"17
- Argento ai campionati statunitensi indoor, 3000 m piani - 7'59"91

2012
- Oro ai campionati statunitensi, 5000 m piani - 13'22"77
- Oro ai campionati statunitensi, 10000 m piani - 27'25"33
- Bronzo ai campionati statunitensi indoor, 1500 m piani - 3'48"44
- Bronzo ai campionati statunitensi indoor, 3000 m piani - 7'57"36

2013
- Argento ai campionati statunitensi, 5000 m piani - 14'54"91
- Oro ai campionati statunitensi, 10000 m piani - 28'47"32

2014
- Oro ai campionati statunitensi, 10000 m piani - 28'12"87
- Argento ai campionati statunitensi indoor, 3000 m piani - 7'48"19

2015
- Bronzo ai campionati statunitensi, 5000 m piani - 13'51"54
- Oro ai campionati statunitensi, 10000 m piani - 28'11"61

2016
- 8º ai campionati statunitensi indoor, 3000 m piani - 7'48"34

2017
- 5º ai campionati statunitensi, 10000 m piani - 29'04"61

2021
- 8º ai campionati statunitensi, 10 km su strada - 29'06"

2022
- 7º ai campionati statunitensi, 15 km su strada - 43'31"

## Altre competizioni internazionali
2011
- Bronzo al Memorial Van Damme ( Bruxelles), 10000 m piani - 26'48"00
- Argento al Birmingham Grand Prix ( Birmingham), 5000 m piani - 13'06"86

2012
- Bronzo al Prefontaine Classic ( Eugene), 5000 m piani - 12'58"90

2013
- 5º al Memorial Van Damme ( Bruxelles), 5000 m piani - 13'01"37
- 6º all'Herculis ( Monaco), 5000 m piani - 13'05"17
- 6º al Prefontaine Classic ( Eugene), 5000 m piani - 13'08"69

2014
- Oro al Prefontaine Classic ( Eugene), 10000 m piani - 26'44"36
- 4º al Meeting de Paris ( Parigi), 5000 m piani - 13'00"99
- 4º al Bauhaus Galan ( Stoccolma), 5000 m piani - 13'05"97
- 11º al Memorial Van Damme ( Bruxelles), 1500 m piani - 3'34"15

2015
- Bronzo al Prefontaine Classic ( Eugene), 5000 m piani - 13'12"36
- 10º al Memorial Van Damme ( Bruxelles), 5000 m piani - 13'08"38

2017
- Argento alla Maratona di Boston ( Boston) - 2h09'58"
- Oro alla Maratona di Chicago ( Chicago) - 2h09'20"

2018
- 5º alla Maratona di Chicago ( Chicago) - 2h06'21"
- Oro alla Maratona di Praga ( Praga) - 2h06'07"
- Oro alla Roma-Ostia ( Roma) - 59'47"

2021
- Argento alla Maratona di Chicago ( Chicago) - 2h06'35"

2023
- 8º alla Maratona di Chicago ( Chicago) - 2h08'48"